# 帕爾邁拉 (印地安納州)
帕爾邁拉（英語：Palmyra）是一個位於美國印地安納州哈里森縣的城鎮。

## 人口
根據2010年美國人口普查的數據，帕爾邁拉的面積為3.21平方千米，當中陸地面積為3.10平方千米，而水域面積為0.11平方千米。當地共有人口930人，而人口密度為每平方千米290人。